# Celosía (arquitectura)

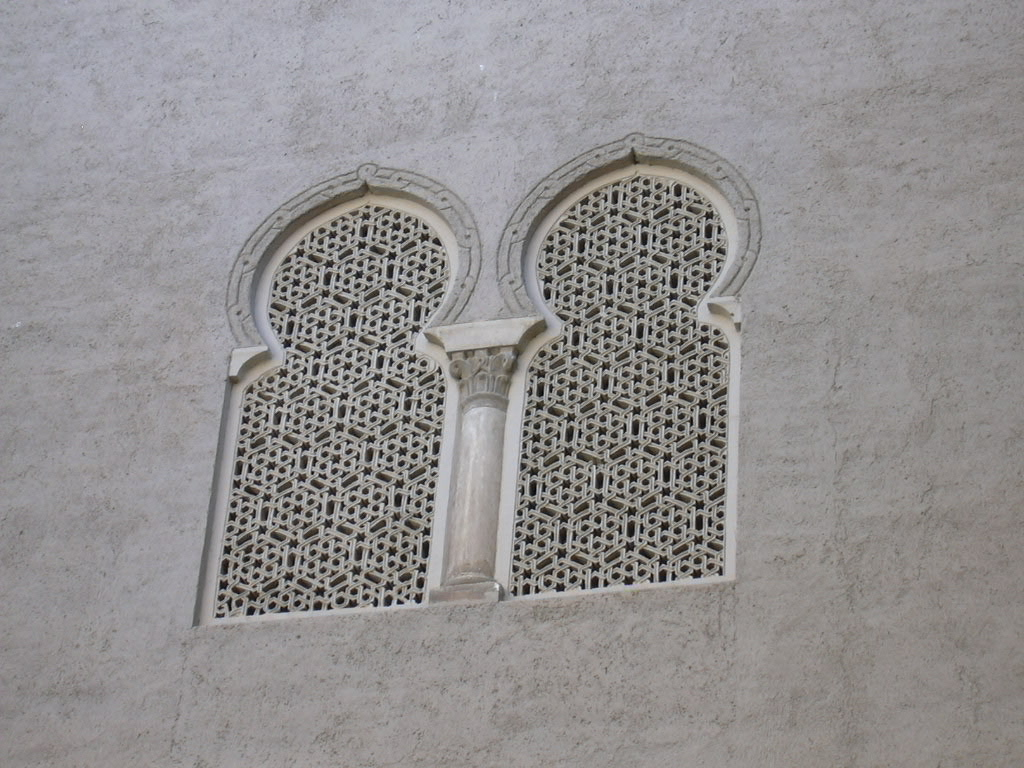
Celosías del tipo «mashrabiya» en La Aljafería de Zaragoza (España).

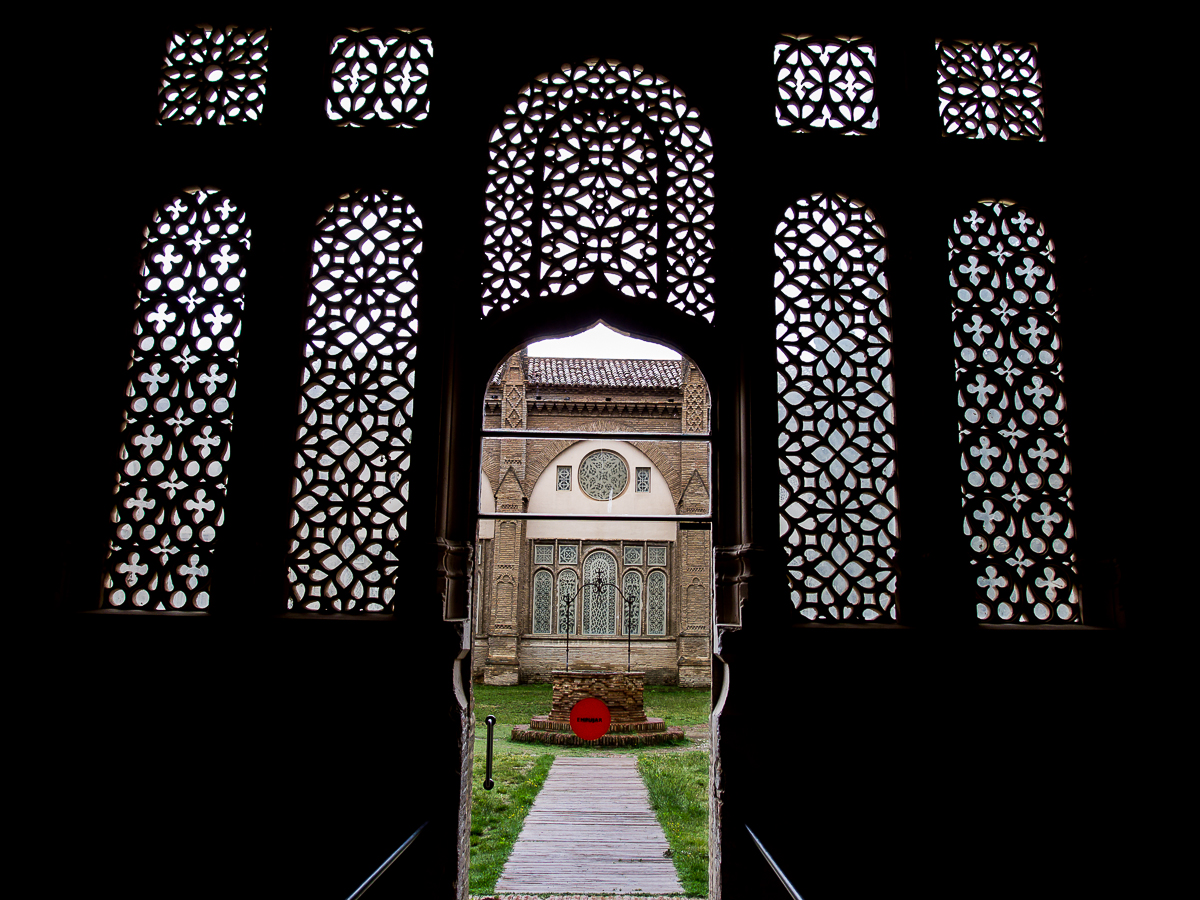
Celosías en el claustro de la Catedral de Tarazona.

La celosía (palabra proveniente del latín zelus, "celo"), como elemento arquitectónico decorativo, es un "tablero calado para cerrar vanos", como ventanas y balcones, que impide ser visto pero permite ver y deja penetrar la luz y el aire. Su aspecto habitual es el de un enrejado de finos listones de madera, pero puede ser de otros materiales como piedra, madera sintética, plástico o metal. También se consideran celosías los dibujos en piedra u otros materiales de obra que cierran parcialmente una ventana o hueco similar.

## Tipos y usos
Las celosías de tallado de piedra con motivos celtas y germanos, adornos entrelazados con forma de cuerda o soga y pequeños rosetones, son típicas de la Arquitectura visigoda y asturiana. Ejemplos notables son la Capilla de San Xes de Francelos y San Miguel de Lillo.
Las celosías en estuco, madera y piedra, están muy presentes en el arte hispanomusulmán, siguiendo patrones con fantasías geométricas o caligrafías. En la arquitectura musulmana, este tipo de celosía artística recibe los nombres de mašrabiya o šanāšīl (del árabe مشربية or شناشيل).
El equivalente hindú es el jali o «jaali» (en gujarati: જાળી), mezcla de cantería ancestral y artesanía o arte de la piedra trabajada con perforaciones.
En jardinería su uso es frecuente a modo de soporte para plantas trepadoras, instalándose sobre paredes, en cerramientos lineales (vallas), en arcos, en los ángulos o laterales de cenadores, etc.

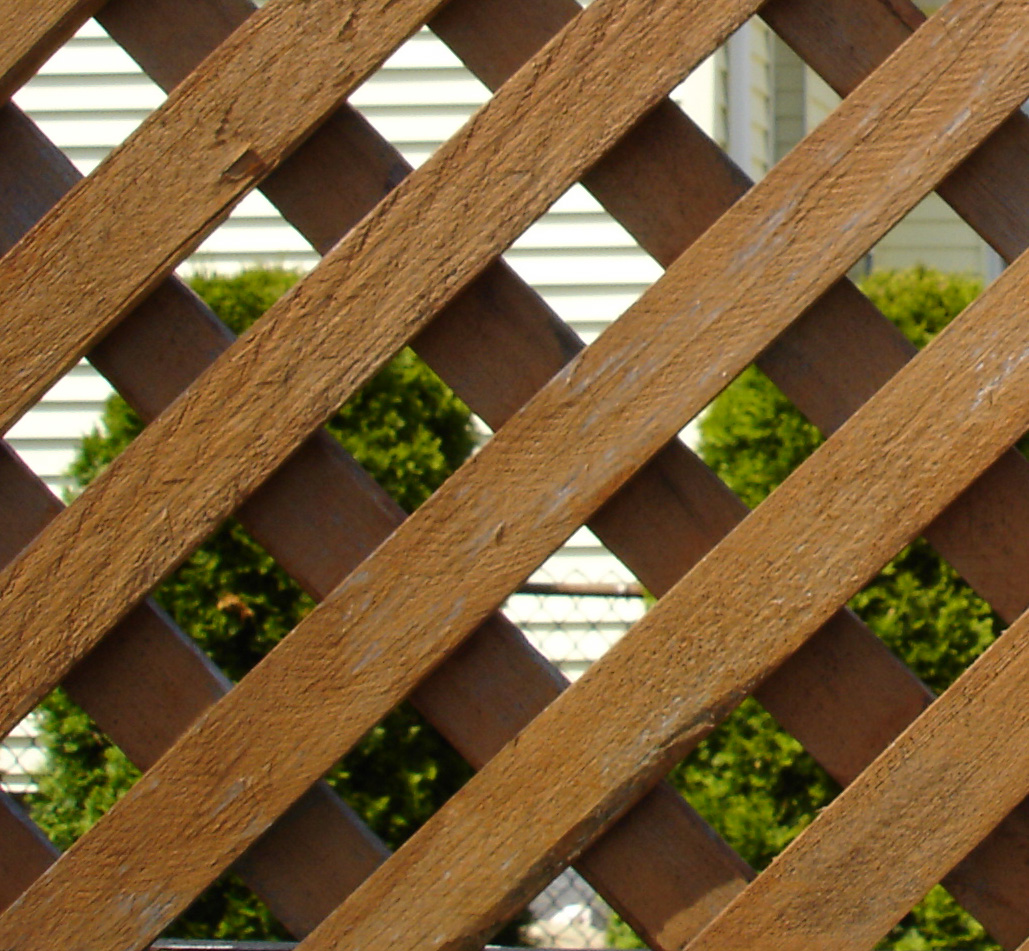
Celosía de madera de uso habitual en jardinería.
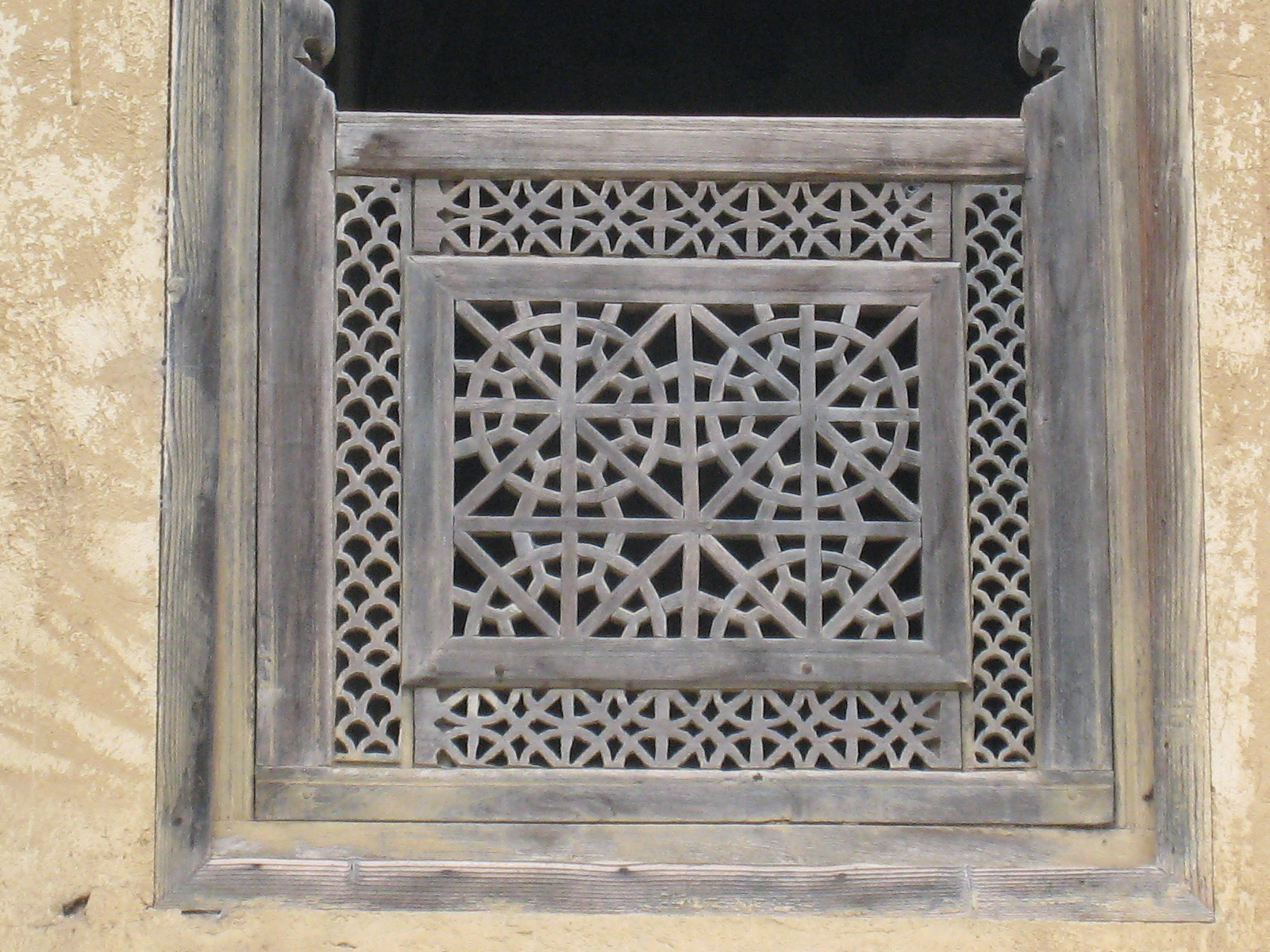
Celosía en una ventana en Irán.
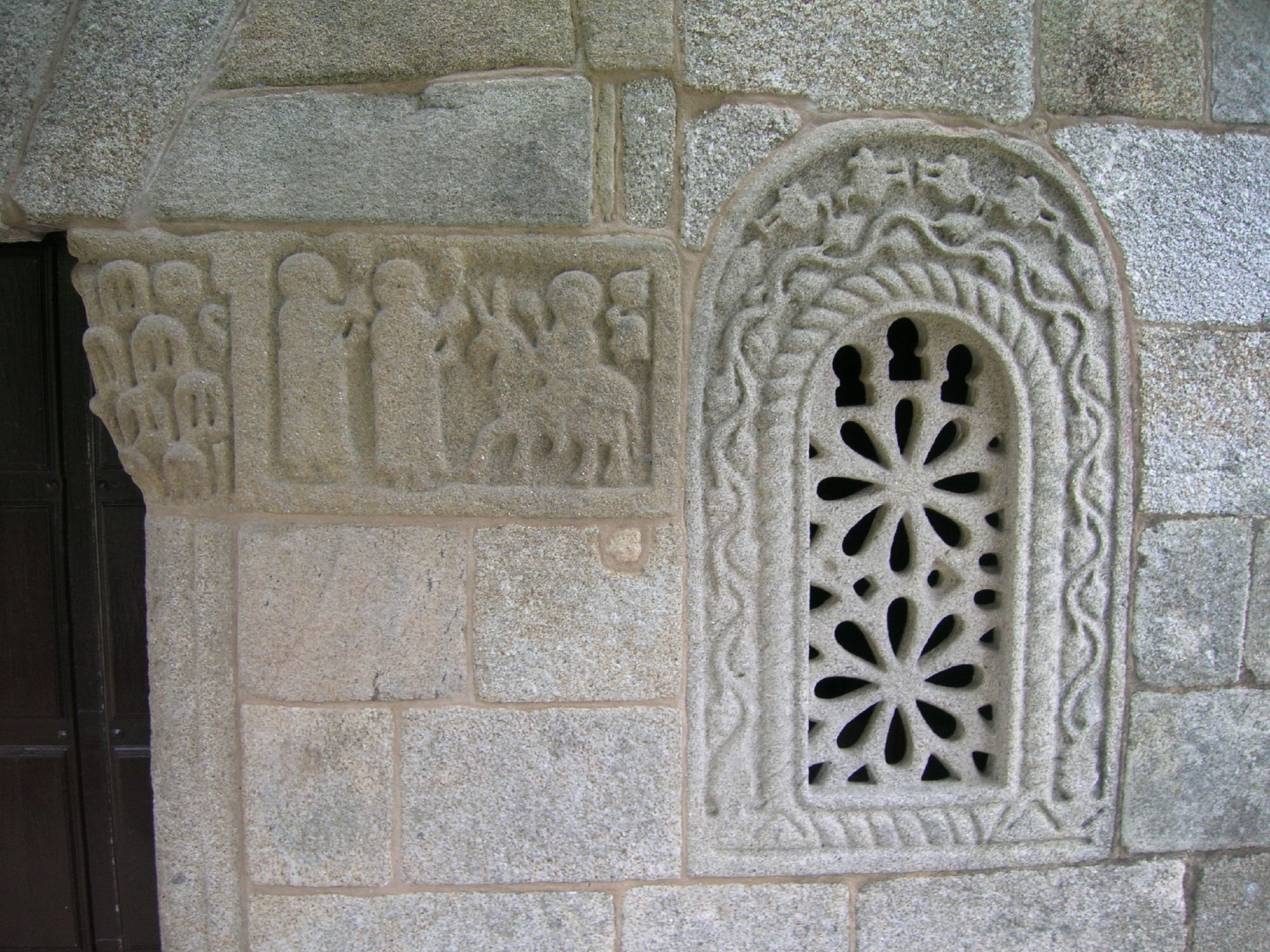
Celosía enmarcada en la Capilla de San Xes de Francelos (España).

### En el teatro

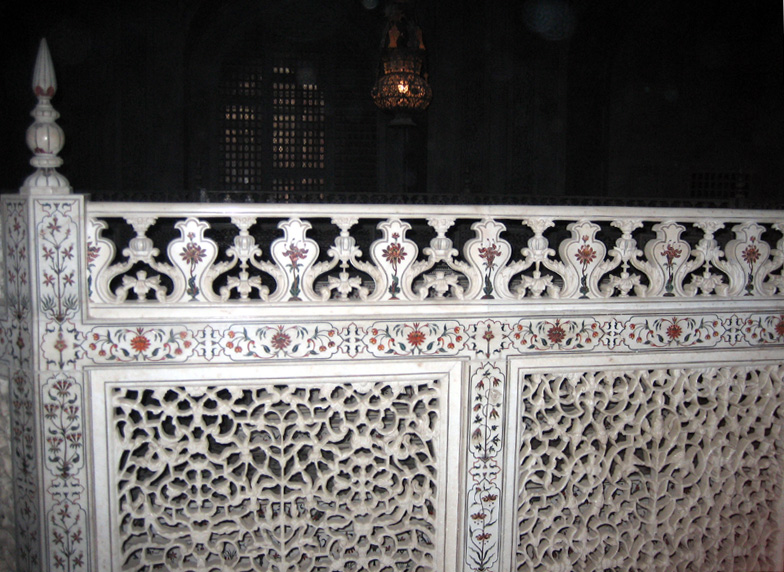
Celosías de mármol del tipo «jali» en los cenotafios del Taj Mahal.

En los corrales de comedias, la celosía, además de objeto de separación y disimulo, daba nombre a los aposentos o palcos privados, en los que quedaban protegidos de la vista del público llano, los monarcas, nobles, prelados, religiosos en general y miembros de la administración municipal. Fernando Fernán Gómez, con su humor habitual, mencionaba en su memoria Nosotros los mayores, que en el teatro clásico las "escenas de celosía" venían a ser lo que en el cine del siglo XX las "escenas de cama".
El poeta Antonio Hurtado de Mendoza dedicó algunos versos a aquellos "aposentos" usando la mencionada sinécdoque:

"Celosías recoletas
fueron campaña y vergel
de la más cuerda matrona
y del más rígido juez".
Antonio Hurtado de Mendoza